# Jan Pijnenburg
Johannes Baptist Nobertus "Jan" Pijnenburg (ur. 15 lutego 1906 w Tilburgu, zm. 2 grudnia 1979 tamże) – holenderski kolarz torowy i szosowy, srebrny medalista olimpijski.

## Kariera
Największy sukces w karierze Jan Pijnenburg osiągnął w 1928 roku, kiedy wspólnie z Janem Maasem, Janusem Braspennincxem, Pietem van der Horstem i Gerardem Boschem van Drakesteinem zdobył srebrny medal w drużynowym wyścigu na dochodzenie podczas igrzysk olimpijskich w Amsterdamie. Był to jedyny medal wywalczony przez Pijnenburga na międzynarodowej imprezie tej rangi, był to także jego jedyny start olimpijski. Kilkakrotnie zdobywał medale torowych mistrzostw kraju, w tym złoty w indywidualnym wyścigu na dochodzenie w 1938 roku. Wielokrotnie stawał na podium zawodów cyklu Six Days, zwyciężając między innymi w Berlinie (1931), Amsterdamie (1932 i 1933), Paryżu (1934) i Kopenhadze (1936). Startował również w wyścigach szosowych, ale bez większych sukcesów. Nigdy jednak nie zdobył medalu na szosowych ani torowych mistrzostwach świata.